# Juan Rodríguez de Fonseca
Juan Rodríguez de Fonseca (Toro, 1451 – Burgos, 1524) è stato un vescovo cattolico spagnolo, alto funzionario dell'amministrazione reale. Apparteneva a una delle famiglie più illustri del Regno di Castiglia.

## Biografia
Nella sua veste di cappellano della regina Isabella di Castiglia divenne, nel 1480, influente consigliere dei re cattolici, Ferdinando e Isabella. Il re gli conferì i poteri necessari alla creazione dell'amministrazione coloniale, a partire dal secondo viaggio di Cristoforo Colombo, da lui organizzato nel 1493. In seguito si dimostrò ostile verso Colombo denunciandolo presso la regina Isabella.
Fonseca conservò il suo ruolo determinante nell'amministrazione delle colonie, mediante l'istituzione del Consiglio delle Indie, che controllava tutte le relazioni con i possedimenti spagnoli d'oltremare. Progettò la spedizione di Magellano nel 1519, alla quale fece partecipare suo nipote Juan de Cartagena.
Nel corso della sua carriera ecclesiastica, Juan Rodríguez de Fonseca fu all'inizio nel capitolo della Cattedrale di Siviglia, quindi vescovo di Badajoz (1495-1499), di Cordova (1499-1504), di Palencia (1504-1514), amministratore apostolico dell'arcidiocesi di Rossano (1519) nel Regno di Napoli e infine vescovo di Burgos (1514-1524). Gli venne conferito il titolo di Patriarca delle Indie, titolo creato da papa Leone X nel 1520.
Il golfo di Fonseca, nell'Oceano Pacifico, ha acquisito il suo nome, assegnatogli dal conquistadores Gil González Dávila.